# Cyperus antillanus
Cyperus antillanus är en halvgräsart som först beskrevs av Georg Kükenthal, och fick sitt nu gällande namn av O'neill. Cyperus antillanus ingår i släktet papyrusar, och familjen halvgräs. Inga underarter finns listade i Catalogue of Life.